# Historique du parcours européen de l'En avant Guingamp
 (octobre 2024).
Si vous disposez d'ouvrages ou d'articles de référence ou si vous connaissez des sites web de qualité traitant du thème abordé ici, merci de compléter l'article en donnant les références utiles à sa vérifiabilité et en les liant à la section « Notes et références ».
 (octobre 2024).
Cette page présente l'historique complet des matchs européens disputés par En avant Guingamp depuis 1996.

## Saison 1996-1997:Coupe Intertoto
En obtenant la 10e place en Division 1 lors de la saison 1995-1996, En avant Guingamp se qualifie pour la Coupe Intertoto pour la première fois de son histoire.
| N° | Tour      | Pays | Match                                                                              | Score | Buteur(s)                                             |
| -- | --------- | ---- | ---------------------------------------------------------------------------------- | ----- | ----------------------------------------------------- |
| 1  | Journée 1 |      | FF Jaro - En avant Guingamp Dimanche 23 juin 1996 à Jakobstads Centralplan         | 0-0   |                                                       |
| 2  | Journée 2 |      | En avant Guingamp - FC Dinamo Bucarest Samedi 6 juillet 1996 au Stade de Roudourou | 2-1   | Stéphane Carnot, Marek Jozwiak                        |
| 3  | Journée 3 |      | Kolkheti 1913 Poti - En avant Guingamp Samedi 13 juillet 1996 au Fazisi Stadium    | 1-3   | Stéphane Carnot, Yannick Baret, Christophe Horlaville |
| 4  | Journée 4 |      | En avant Guingamp - FK Zemun Samedi 20 juillet 1996 au Stade de Roudourou          | 1-0   | Stéphane Carnot                                       |

| Rang | Équipe            | Pts | J | G | N | P | Bp | Bc | Diff |  | Résultats (▼ dom., ► ext.) |     |     |     |     |     |
| ---- | ----------------- | --- | - | - | - | - | -- | -- | ---- |  | -------------------------- | --- | --- | --- | --- | --- |
| 1    | En avant Guingamp | 10  | 4 | 3 | 1 | 0 | 6  | 2  | +4   |  | En avant Guingamp          |     | 1-0 |     | 2-1 |     |
| 2    | Zemun             | 9   | 4 | 3 | 0 | 1 | 8  | 6  | +2   |  | Zemun                      |     |     | 3-2 | 2-1 |     |
| 3    | FF Jaro           | 7   | 4 | 2 | 1 | 1 | 6  | 3  | +3   |  | FF Jaro                    | 0-0 |     |     |     | 2-0 |
| 4    | Dinamo Bucarest   | 3   | 4 | 1 | 0 | 3 | 4  | 6  | -2   |  | Dinamo Bucarest            |     |     | 0-2 |     | 2-0 |
| 5    | Poti              | 0   | 4 | 0 | 0 | 4 | 3  | 10 | -7   |  | Poti                       | 1-3 | 2-3 |     |     |     |

| N° | Tour               | Pays | Match                                                                            | Score | Buteur(s)                                                                |
| -- | ------------------ | ---- | -------------------------------------------------------------------------------- | ----- | ------------------------------------------------------------------------ |
| 5  | Demi-finale aller  |      | Kamaz Tchelny - En avant Guingamp Dimanche 28 juillet 1996 à KamAZ Stadium       | 2-0   |                                                                          |
| 6  | Demi-finale retour |      | En avant Guingamp - Kamaz Tchelny Mercredi 31 juillet 1996 au Stade de Roudourou | 4-0   | Eric Assadourian, Stéphane Carnot, Christophe Horlaville, Daniel Moreira |
| 7  | Finale aller       |      | Rotor Volgograd - En avant Guingamp Mardi 6 août 1996 au Central Stadium         | 2-1   | Christophe Horlaville                                                    |
| 8  | Finale retour      |      | En avant Guingamp - Rotor Volgograd Mardi 20 août 1996 au Stade de Roudourou     | 1-0   | Stéphane Carnot                                                          |

## Saison 1996-1997:Coupe UEFA
La victoire finale en Coupe Intertoto permet à Guingamp d'accéder à la Coupe UEFA la même saison.
| N° | Tour       | Pays | Match                                                                            | Score | Buteur(s)        |
| -- | ---------- | ---- | -------------------------------------------------------------------------------- | ----- | ---------------- |
| 9  | 32e aller  |      | En avant Guingamp - Inter Milan Mardi 10 septembre 1996 au Stade de Roudourou    | 0-3   |                  |
| 10 | 32e retour |      | Inter Milan - En avant Guingamp Mardi 24 septembre 1996 au Stade Giuseppe-Meazza | 1-1   | Christopher Wreh |

## Saison 2003-2004:Coupe Intertoto
Lors de la saison 2002-2003, Guingamp obtient son meilleur classement en Ligue 1 en terminant 7e. Pour la deuxième fois, le club s'ouvre les portes de la Coupe Intertoto.
| N° | Tour                  | Pays | Match                                                                                            | Score | Buteur(s)                            |
| -- | --------------------- | ---- | ------------------------------------------------------------------------------------------------ | ----- | ------------------------------------ |
| 11 | Troisième tour aller  |      | En avant Guingamp - FC Zbrojovka Brno Samedi 19 juillet 2003 au Stade de Roudourou               | 2-1   | Ricardo Cabanas, Christophe Le Roux  |
| 12 | Troisième tour retour |      | FC Zbrojovka Brno - En avant Guingamp Samedi 26 juillet 2003 au Městský Fotbalový Stadion Srbská | 4-2   | Nicolas Laspalles, Pierre-Yves André |

## Saison 2009-2010:Ligue Europa
Guingamp se qualifie pour la première édition de la Ligue Europa en remportant la Coupe de France en 2009 face au Stade rennais. L'équipe joue alors la Ligue Europa tout en évoluant en Ligue 2, championnat dont elle sera reléguée en fin de saison.
| N° | Tour            | Pays | Match                                                                    | Score | Buteur(s)           |
| -- | --------------- | ---- | ------------------------------------------------------------------------ | ----- | ------------------- |
| 13 | Barrages aller  |      | En avant Guingamp - Hambourg SV Jeudi 20 août 2009 au Stade de Roudourou | 1-5   | Wolfgang Hesl (CSC) |
| 14 | Barrages retour |      | Hambourg SV - En avant Guingamp Jeudi 27 août 2009 à Imtech Arena        | 3-1   | Lionel Mathis       |

## Saison 2014-2015:Ligue Europa
Rebelote en 2014 : Guingamp s'offre sa deuxième Coupe de France, toujours face au Stade rennais. Cette fois, le vainqueur de cette compétition accède directement à la phase de groupes de la Ligue Europa.
| N° | Tour      | Pays | Match                                                                           | Score | Buteur(s)                            |
| -- | --------- | ---- | ------------------------------------------------------------------------------- | ----- | ------------------------------------ |
| 15 | Journée 1 |      | Fiorentina - En avant Guingamp Jeudi 18 septembre 2014 au Stade Artemio-Franchi | 3-0   |                                      |
| 16 | Journée 2 |      | En avant Guingamp - PAOK Salonique Jeudi 2 octobre 2014 au Stade de Roudourou   | 2-0   | Sylvain Marveaux, Sylvain Marveaux   |
| 17 | Journée 3 |      | Dynamo Minsk - En avant Guingamp Jeudi 23 octobre 2014 à Borisov Arena          | 0-0   |                                      |
| 18 | Journée 4 |      | En avant Guingamp - Dynamo Minsk Jeudi 6 novembre 2014 au Stade de Roudourou    | 2-0   | Claudio Beauvue, Christophe Mandanne |
| 19 | Journée 5 |      | En avant Guingamp - Fiorentina Jeudi 27 novembre 2014 au Stade de Roudourou     | 1-2   | Claudio Beauvue                      |
| 20 | Journée 6 |      | PAOK Salonique - En avant Guingamp Jeudi 11 décembre 2014 au Stade de Toúmba    | 1-2   | Claudio Beauvue, Claudio Beauvue     |

| Rang | Équipe            | Pts | J | G | N | P | Bp | Bc | Diff |  | Résultats (▼ dom., ► ext.) |     |     |     |     |
| ---- | ----------------- | --- | - | - | - | - | -- | -- | ---- |  | -------------------------- | --- | --- | --- | --- |
| 1    | Fiorentina        | 13  | 6 | 4 | 1 | 1 | 11 | 4  | +7   |  | Fiorentina                 |     | 3-0 | 1-1 | 1-2 |
| 2    | En avant Guingamp | 10  | 6 | 3 | 1 | 2 | 7  | 6  | +1   |  | En avant Guingamp          | 1-2 |     | 2-0 | 2-0 |
| 3    | PAOK Salonique    | 7   | 6 | 2 | 1 | 3 | 10 | 7  | +3   |  | PAOK Salonique             | 0-1 | 1-2 |     | 6-1 |
| 4    | Dynamo Minsk      | 4   | 6 | 1 | 1 | 4 | 3  | 14 | -11  |  | Dynamo Minsk               | 0-3 | 0-0 | 0-2 |     |

| N° | Tour       | Pays | Match                                                                            | Score | Buteur(s)                        |
| -- | ---------- | ---- | -------------------------------------------------------------------------------- | ----- | -------------------------------- |
| 21 | 16e aller  |      | En avant Guingamp - Dynamo Kiev Jeudi 19 février 2015 au Stade de Roudourou      | 2-1   | Claudio Beauvue, Mustapha Diallo |
| 22 | 16e retour |      | Dynamo Kiev - En avant Guingamp Jeudi 26 février 2015 au Stade olympique de Kiev | 3-1   | Christophe Mandanne              |

## Bilans

### Adversaires
| - Hambourg SV - Dynamo Minsk - FF Jaro - Kolkheti Poti - PAOK Salonique |  | - Fiorentina - Inter Milan - FC Zbrojovka Brno - Dinamo Bucarest - Kamaz Tchelny |  | - Rotor Volgograd - FK Zemun - Dynamo Kiev |